# Юсупов Магомед Юсупович
Магомед Юсупович Юсупов (25 листопада 1935, аул Согратль, тепер Гунібського району Дагестану, Російська Федерація — 11 січня 2018, місто Москва, Російська Федерація) — радянський державний діяч, голова Ради міністрів Дагестанської АРСР, 1-й секретар Дагестанського обласного комітету КПРС. Член ЦК КПРС у 1986—1990 роках. Депутат Верховної Ради СРСР 10—11-го скликань. Народний депутат СРСР у 1989—1991 роках. Кандидат економічних наук (1967).

## Життєпис
Закінчив середню школу села Согратль Гунібського району Дагестанської АРСР зі срібною медаллю. У 1957 році закінчив Московський державний економічний інститут.
У 1957—1960 роках — економіст, старший економіст, начальник сектора Державної планової комісії (Держплану) Дагестанської АРСР.
Член КПРС з 1959 року.
У 1960—1963 роках — заступник начальник планово-економічного відділу Дагестанської Ради народного господарства.
У 1963—1966 роках — заступник голови Держплану Дагестанської АРСР.
У 1966—1969 роках — завідувач відділу будівництва Дагестанського обласного комітету КПРС.
У 1969—1970 роках — 1-й секретар Буйнацького міського комітету КПРС Дагестанської АРСР.
У 1970 — грудні 1978 року — секретар Дагестанського обласного комітету КПРС із промисловості та будівництва.
19 грудня 1978 — 24 травня 1983 року — голова Ради міністрів Дагестанської АРСР.
24 травня 1983 — 6 березня 1990 року — 1-й секретар Дагестанського обласного комітету КПРС.
У березні 1990—1991 роках — заступник голови Державної планової комісії (Держплану) Російської РФСР.
У 1992—1994 роках — заступник міністра економіки Російської Федерації.
У 1994—2001 роках — торговий представник Російської Федерації в Грецькій Республіці.
З 2001 року — на пенсії в Москві.
У 2002—2008 роках — радника генерального директора ВАТ «Сулацький гідрокаскад».
Помер 11 січня 2018 року. Похований на Даниловському мусульманському цвинтарі в Москві.

## Нагороди і звання
- орден Леніна
- два ордени Трудового Червоного Прапора
- два ордени «Знак Пошани»
- орден «За заслуги перед Республікою Дагестан»
- медалі